# Campeonato Sergipano de Futebol Sub-20
O  Campeonato Sergipano Sub-20 é uma competição futebolística brasileira de categoria de base organizada pela Federação Sergipana de Futebol (FSF). Ela corresponde a categoria sub-20 do campeonato estadual do Sergipe.

## Campeões

### Títulos por clube
| Pos  | Clube              | Título | Vice | Terceiro | Quarto |
| ---- | ------------------ | ------ | ---- | -------- | ------ |
| 1.º  | Confiança          | 9      | 3    | 1        | 2      |
| 2.º  | Sergipe            | 4      | 8    | 4        | 2      |
| 3.º  | Itabaiana          | 2      | 3    | 1        | 3      |
| 4.º  | Lagarto            | 2      | 1    | 4        | 1      |
| 5.º  | Falcon             | 2      | —    | —        | —      |
| 6.º  | Guarany-SE         | 1      | 2    | 3        | —      |
| 7.º  | Estanciano         | 1      | 2    | 1        | —      |
| 8.º  | Pirambu            | 1      | —    | 1        | 1      |
| 9.º  | River Plate-SE     | —      | 2    | —        | —      |
| 10.º | Atlético Gloriense | —      | 1    | —        | —      |
| 11.º | Olímpico           | —      | —    | 2        | 4      |
| 12.º | América de Propriá | —      | —    | 1        | 1      |
| 12.º | Lagartense         | —      | —    | 1        | 1      |
| 12.º | Riachuelo          | —      | —    | 1        | 1      |
| 15.º | Freipaulistano     | —      | —    | 1        | —      |
| 15.º | Maruinense         | —      | —    | 1        | —      |
| 17.º | Boca Júnior        | —      | —    | —        | 4      |
| 18.º | Amadense           | —      | —    | —        | 1      |
| 18.º | Sete de Junho      | —      | —    | —        | 1      |

### Títulos por cidades
| Pos  | Cidade                  | Título | Vice | Terceiro | Quarto |
| ---- | ----------------------- | ------ | ---- | -------- | ------ |
| 1.º  | Aracaju                 | 14     | 11   | 5        | 4      |
| 2.º  | Itabaiana               | 2      | 3    | 1        | 3      |
| 3.º  | Lagarto                 | 2      | 1    | 5        | 2      |
| 4.º  | Porto da Folha          | 1      | 2    | 3        | —      |
| 5.º  | Estância                | 1      | 2    | 1        | 1      |
| 6.º  | Pirambu                 | 1      | —    | 1        | 1      |
| 7.º  | Barra dos Coqueiros     | 1      | —    | —        | —      |
| 8.º  | Carmópolis              | —      | 2    | —        | —      |
| 9.º  | Nossa Senhora da Glória | —      | 1    | —        | —      |
| 10.º | Itabaianinha            | —      | —    | 2        | 4      |
| 11.º | Propriá                 | —      | —    | 1        | 1      |
| 11.º | Riachuelo               | —      | —    | 1        | 1      |
| 13.º | Frei Paulo              | —      | —    | 1        | —      |
| 13.º | Maruim                  | —      | —    | 1        | —      |
| 15.º | Cristinápolis           | —      | —    | —        | 3      |
| 16.º | Tobias Barreto          | —      | —    | —        | 2      |